# Gençerler
Gençerler ist ein türkischer Familienname, gebildet aus den Elementen genç (jung, jugendlich) und erler, dem Plural von er (Mann; Soldat). Außerhalb des türkischen Sprachraums kommt vereinzelt auch die Schreibweise Gencerler vor.

## Namensträger
- Koray Gençerler (* 1978), türkischer Fußballschiedsrichter
- Serkan Gençerler (* 1978), türkischer Fußballschiedsrichter